# Эби-Нур
Э́би-Нур (кит. 艾比湖) — рифтовое озеро на северо-западе Китая возле границы с Казахстаном, вблизи южного входа в Джунгарские ворота. Является крупнейшим озером и центром бассейна Джунгарской равнины, имеет площадь более 1 тыс. км², вместе с окружающими болотами — 1420 км². Площадь и уровень воды сильно изменяется (до 800 км² и на 5 м) в зависимости от количества воды. В маловодные годы песчаная коса высотой около 0,5 м разделяет озеро на 2 водоёма глубиной 2 и 15 м.
Впадающие реки (Куйтун, Цзинхэ, Карасу и Боро-Тала) несут до 1,7 км³ воды в год. Зимой замерзает, однако сильные ветра из Джунгарских ворот иногда сбивают лёд. Берега озера низкие, большей частью пустынные. Поскольку вода в озере горько-солёная, рыба в нём не водится.
В настоящее время озеро находится в стадии роста из-за сильного увеличения осадков в регионе. В августе 2007 года водно-болотные угодья озера Эби-Нур получили статус национального природного резерва.
К северо-западу от озера находится станция Алашанькоу Ланьчжоу-Синьцзянской железной дороги. По южному краю озера проходит автотрасса от пограничной заставы Хоргос до Урумчи.